# 태풍 루핏 (2009년)
태풍 루핏 (LUPIT) 은 2009년 제20호 태풍이다. "루핏"은 필리핀에서 제출한 이름으로 잔인함을 의미한다.

## 개요
태풍 루핏은 2009년 10월 16일 오전 3시에 미국 괌 서쪽 약 630km 부근 해상에서 중심기압 1000hPa, 최대풍속 18m/s, 강풍 반경 약 100km, 크기 소형의 열대폭풍으로 발생한 폭풍으로, 같은 날 오후 3시에 중심기압 980hPa, 최대풍속 30m/s, 강풍 반경 약 200km, 크기 소형의 강한 열대폭풍으로 발달하였고, 약 6시간 후인 오후 9시에 중심기압 975hPa, 최대풍속 34m/s, 강풍 반경 약 250km, 크기 소형의 태풍으로 급격하게 발달하였다. 그리고 10월 18일 오전 9시에 중심기압 940hPa, 최대풍속 46m/s, 강풍 반경 약 500km, 크기 대형의 매우 강한 태풍으로 발달하였다. 10월 19일 오전 3시에 중심기압 930hPa, 최대풍속 50m/s, 강풍 반경 약 550km, 크기 대형의 매우 강한 태풍으로 발달하여 태풍으로서의 최성기를 맞이하였고, 이후 필리핀을 향하여 서진하면서 점차 약화되기 시작하였다. 10월 13일에 필리핀 루손섬 북동부 해안에서 진로를 바꾸어 동북동쪽으로 진행하기 시작하였고, 10월 27일 오전 3시에 일본 도쿄 동남동쪽 약 330km 부근 해상에서 온대저기압으로 변질되어 소멸하였다.(일본 기상청은 10월 27일 오후 3시에 온대저기압으로 변질되었다고 발표하였다.)

## 같이 보기
- 2009년 태풍